# 奧布賴恩縣 (愛阿華州)
奧布賴恩县（英語：O'Brien County）是美國愛阿華州西北部的一個縣。面積1,485平方公里。根據美國2000年人口普查，共有人口15,102人。縣治普里姆加爾 （Primghar）。
成立於1851年1月15日，縣政府成立於1860年4月7日。本縣紀念英國下議院議員、愛爾蘭獨立運動領袖威廉·史密斯·奧布賴恩。